# 贾逵 (北宋)
賈逵（1010年—1078年），真定府槀城人，北宋中期將領。

## 生平
少時隸殿前司拱聖軍為騎卒，官至殿前某班副都知（軍職）、環州駐泊兵馬都監、換西染院副使（階官，諸司副使，西班，從七品）。狄青南征儂智高前，官至如京副使，受狄青薦為全州駐泊兵馬都監。皇祐五年（1053年）正月，狄青與儂智高在歸仁驛交戰，賈逵為前軍左將。戰前狄青嚴令沒有他命令不可出兵。當時另一名要將孫節戰死，賈逵眼見宋兵形勢危急，想到若敵軍成功上山，佔據地利，情況將更惡劣，決定不待命令，衝入敵陣，將敵軍分開兩方，最後取得勝利。事後狄青當然沒怪罪賈逵。
狄青軍隊進入邕州城，狄青命令賈逵去搜括城中的財寶，賈逵不肯。當時隨征將校大多搜刮城中財富，唯獨賈逵除外。遷西染院使（階官，諸司正使，西班，正七品）、嘉州刺史（遙郡刺史）、秦鳳路兵馬鈐轄（差遣）。
秦山木材豐富，但當地有不少西夏人出入。賈逵帶輕兵到秦山採伐，羌酋來到，要分出勝負。賈逵射箭三發，三發皆中的，羌酋即時甘拜下風。朝廷以逵為能，擢捧日天武四廂都指揮使（禁軍軍職，從五品），曆涇原路、高陽關路、鄜延路馬步軍副都部署。嘉佑六年（1061年）五月，遷侍衛親軍步軍司都虞候。九月，遷侍衛親軍馬軍司都虞侯。十二月，陞殿前司都虞候。八年（1063年）五月，為利州觀察使（階官，正任觀察使，正五品）、侍衛親軍步軍司副都指揮使（禁軍軍職，從五品）。
治平元年（1064年）八月，遷侍衛親軍馬軍司副都指揮使（禁軍軍職，正五品）。四年（1067年）十月，出為鄜延路馬步軍副都總管。延州舊有夾河兩城，始，元吳入寇據險，城幾不能守。逵相伏龍山、九州台之間可容窺覘，請於其地築保障，與城相望，延人以為便，擢昭信軍節度觀察留後（階官，正任節度觀察留後，正四品）。逵言：「種諤處綏州降人於東偏，初雲萬三千戶，今乃千一百戶耳，逋逃之餘，所存才八百。蕃漢兩下殺傷，皆不啻萬計。自延州運粟至懷寧，率以四百錢致一石。而緣邊居人，壯者但日給一升，罔冒何至大半。諤徒欲妄興邊事以自為功，不可不察也。」，熙寧二年（1069年）回朝。七年（1074年）十一月，坐不能救三司火，降一官，為利州觀察使。八年（1075年）四月，復昭信軍節度觀察留後。元豐元年（1078年）六月，拜建武軍節度使（階官，從二品）、殿前司副都指揮使（禁軍軍職，正四品）。八月，上言：“往安南諸軍，有因身亡寄納軍裝、金銀、衣物等在諸州，乞估賣給鈔入遞，聽其家於所在關請見錢”，許之。十月，請不俟郊赦賜三世官，神宗曰：「逵武人，能有念親之志，其特許之。」。是月，與榮州防禦使、龍衛神衛四廂都指揮使、權管勾侍衛親軍步軍司公事燕達案閱東南排弩隊法，上言改良之法，從之。十二月，卒，年六十九。贈侍中（贈官，正二品），諡曰武恪（奮其威勇曰武 謹具官次曰恪）。二年（1079年）二月，依其家人所請，特許在郊禮前加贈三代。

## 家族
- 祖：賈貴
- 父：賈習，贈左驍衛大將軍
- 子：賈佑
- 子：賈裕，文思副使
- 子：賈祥，內客省使
- 女：賈氏，適右監門率府率趙仲訦
- 孫：賈讜，右文殿修撰